# Aybak (provinshuvudstad)
Aybak (persiska: اَیبَک), tidigare kallad Samangan (سَمَنگان), är en provinshuvudstad i Afghanistan. Den ligger i provinsen Samangan, i den nordöstra delen av landet, 969 meter över havet. Aybak beräknades 2015 ha mellan 52 000 och 63 000 invånare.